# Hotel National (Moskva)
Hotel National (ryska: гости́ница «Националь») är ett femstjärnigt hotell i Moskva, Ryssland. Hotellet öppnade år 1903 och har 202 rum och 56 sviter. Det är beläget vid Manegetorget, mitt emot Kreml. Hotellet drivs av The Luxury Collection som är en division av Marriott International.